# Urban Ainkhürn
Urban Ainkhürn (tudi Ainlechurn), slovensko-nemški plemič in rudniški upravnik, * ok. 1513, Kranjska, † ok. 1586.

## Zgodnje življenje
Družina Ainkhürn izvira z Bavarske, kjer so njeni člani v različnih vlogah služili rodbini Wittelsbach in veljali za polplemiški rod. Urban Ainkhürn se je rodil okoli leta 1513 očetu Kasparju ali Gregorju, družabniku rudnika živega srebra Idrija, prav od njega pa je tudi dobil rudarsko znanje. Kaspar je v Idrijo prišel v okviru avstrijsko-beneške vojne leta 1509. 
Leta 1540 je bila družina Ainkhürn povzdignjena v plemiški stan po zaslugi Johanna Ainkhürna, Urbanovega strica. Po očetovi smrti je družina podedovala 5, 1/2 in 1/6 kuksa (delež družabnika rudarske družbe), a nobenega premoženja, ki bi zadostovalo za preživetje, zato se je mladoletni Urban zaposlil v idrijskemu rudniku kot kopač in rudosledec.
30. aprila 1540 se je poročil z Ano Serscha, hčerko Ahaca Serscha, vrhniškega mitničarja. Z Ano je imel sina Hansa Georga (Jurij Ainkhürn), ki je pozneje podedoval očetove deleže ter postal lastnik logaške, planinske ter lebeške graščine. Kasneje je opravljal tudi funkcijo deželnoknežjega komisarja. Poleg Hansa Georga je imel še sina Cristopha.

## Kariera

### Idrijski rudnik
Po smrti očeta Gašperja (ali Kasparja) se je zaradi premajhne očetove zapuščine kot mladoleten zaposlil v rudniku kot rudosledec in kopač. Izkušnje z ostalimi delavci je kasneje uporabil za tesnejši nadzor delavstva. Leta 1549 je Ainkhürn postal upravnik rudnika Idrija zaradi svojega dobrega dela v rudniku. Rudnik je upravljal slabo, zanj se ni zanimal, na njegov račun bogatel, rudarji pa so do njega kazali odpor, saj jih je pošiljal tudi na zimsko čiščenje ceste do njegovega dvorca v Logatcu ter na sezonski lov. Rudarjem je del plač izplačeval v nakaznicah. Kot je značilno za zgodnjenovoveške uradnike, je poleg uradniškega dela hkrati opravljal tudi podjetniške posle, zasebni interesi pa so prednjačili pred uradovalnimi.
Kot drugi upravitelji rudnika je tudi Ainkhürn rudarjem oz. pogodbenim kopačem posojal denar, iz rudniške trgovine pa živež in potrebščine, ki jih je drago zaračunaval, na izposojen denar pa dajal visoke obresti. Do leta 1565 so mu bili kopači poleg mesarja dolžni 9000 renskih goldinarjev. Za večjo potrošnjo pogodbenih kopačev v trgovini je načrtno zavlačeval z delom, v primeru pritoževanja pa se je delavcem lagal. Ainkhürn je goljufal tudi pri odtehtavanju pridobljenega živega srebra. Za vsake tri cente živega srebra (1 tovor, skupaj 168 kg) je delavcem odštel 20 funtov srebra premalo, deželnemu knezu je zaračunal in knjižil realne vrednosti, nastali denarni višek pa je zadržal zase. Med letoma 1575 in 1578 je tako pri 1635 tovorih živega srebra delavce ogoljufal za 60 centov 30 funtov oz. 1800 renskih goldinarjev po tedanjem obračunavanju. Prav tako je zavoljo večjega osebnega zaslužka delavcem preprečeval izpiranje potokov, v katerih se je izgubljala ruda, leta 1578 pa je obilno deževje odplaknilo izgubljeno rudo in s tem deželnemu knezu povzročilo več tisoč goldinarjev škode. Ainkhürn je rudniško trgovino izkoriščal tudi pod lastništvom deželnega kneza po letu 1575.
Leta 1575 je Ainkhürn imel ob habsburškem podržavljenju rudnika 13, 1/3, 1/30 in 1/756 od skupno 144 kuksov (rudarskih deležev) idrijskega rudnika. V letih 1577–1578 je delavcem oteževal dostop do življenjskih potrebščin navkljub denarnemu povračilu, zato so se mu rudarji leta 1579 uprli.
Ainkhürn je med letoma 1560 in 1580 sezidal prvo idrijsko meščansko hišo. V nasprotju z dimnicami, tedaj prevladujočim tipom stavb v Idriji, je hiša imela kuhinjo s pečjo ter pripadajočim lesenim dimnikom. Imela je razdeljen notranji prostor. Njegova hiša je imela tudi funkcijo prenočišča za službene goste ali popotnike. Na dvorišču je stala kopalnica z vodnjakom, uporabljali pa so jo le družina in gosti, ne pa tudi prhanja potrebni rudarji. Poleg objekta so stali še zelenjavni vrt z nasadoma fižola in zelja, cvetlični in lepotični vrt, poseben prizidek za kisanje zelja ter hlev z dvema konjema. Za hišo je stal sadovnjak in nad njim rovt (gorski travnik), na katerem je bil do leta 1600 zasajen vinograd, ki pa je bil zaradi prevelike kislosti grozdja opuščen. Ob jašku sv. Ahacija si je Ainkhürn lastil še travnik, na katerem so letno pridelali 16 vozov sena, ter polovico mlina na Nikovi, hudourniku, ki teče skozi center Idrije.
Leta 1580 je bil na povpraševanje avstrijske dvorne komore še pripravljen upravljati rudnik proti denarni nagradi ter možnosti poletne rezidence na svojih posestvih v Logatcu in na Planini. Takrat mu je nadvojvoda dolgoval 25.417 goldinarjev ter mu je navkljub zlorabam ugodil, leta 1582 pa ga še nagradil z 200 goldinarji nagrade. 1584 si je smel po dovoljenju nadvojvode Karla iz prihodkov posestev v zakupu vzeti 1500 goldinarjev.

### Spodnjeidrijska fužina
Ainkhürn je bil od 6. septembra 1573 tudi polovični lastnik spodnjeidrijske fužine, ki je stala na današnjem obrobju naselja na sotočju rek Kanomljice in Idrijce. Delež mu je prodal dotedanji lastnik Enej Geltinger, ki se mu last fužine, pripadajočih kovaških obratov ter nekaj hub (fevdalcu podeljena nemška kolonizacijska enota, ki obsega približno 50 ha) ni obrestovala, poleg tega pa je fužina okoli leta 1570 pogorela. Delež fužine je Geltinger prodal tudi Urbanovemu sorodniku Gregorju. Ainkhürn je za en teden fužine in svoj delež plačeval po 500 renskih florintov. Obrat je moral s surovinami zalagati sam, v kolikor pa so te zadoščale za kritje deleža Janeza Trentina, računovodje in delovodje fužine, pa mu je ta povrnil finančno glede na delež proizvedenega železa. 27. septembra 1574 je Ainkhürn po poročanju kranjskega rudarskega nadsodnika Felixa Dollhopferja avstrijski dvorni komori imel fužino zakupljeno za tri tedne obratovanja za 2000 goldinarjev tedensko. Ainkhürn in Geltinger sta sicer kot družabnika poskušala v fužini žgati tudi idrijsko živosrebrovo rudo. Leta 1576 je fužina prešla v last deželnega kneza, 24. septembra 1576 pa je moral Ainkhürn izplačati Geltingerja v višini 1200 florintov. Komora je sicer še naprej dajala fužino v zakup njenim prejšnjim lastnikom, Geltinger pa je medtem postavil še eno fužino v Kanomlji. Zatem je fužina začela zaradi dolgov družabnikov ter visoke zakupne cene propadati, vendar jo je komora obnovila, nov družabnik pa je postal Hieronim Gneko, ki je za propad fužine obtožil Ainkhürna, saj da je on prodal fužini pripadajoče rudnike na Veharšah, danes zaselku Medvedjega Brda. Ainkhürn je bil družabnik z največ kapitala, skupna vrednost fužine in pripadajoče posestvi pa je bila ocenjena na 5000 florintov.

### Ostale posesti
Leta 1576 je v zastavo pridobil deželnoknežjo posest Planina, od svojih tam živečih podložnikov pa je zaradi nevarnosti turških vpadov izsiljeval denar, a ga namesto za obrambo porabljal zase. Letno mu je planinska posest prinašala 1088 goldinarjev. 1578 je zaradi prevzema deželnoknežjega dolga 19.828 goldinarjev v last dobil logaško posestvo ter vrhniško mitnino. V tem času je prezidal in razširil grad Logatec. V letih 1588–1591 sta bila oskrbnika gradu Gašper Serenitz in Paul Zobl, od leta 1591 naprej pa ga je v zakupu za osem let in posojilo 6600 goldinarjev imel Ainkhürnov sin Hans Georg, ki gradu ni vzdrževal.

## Odstop s funkcije in smrt
4. februarja 1586 je Ainkhürn zaradi visoke starosti zaprosil deželnega kneza za odrešitev s položaja rudniškega upravitelja, zaradi visokega dobička v višini 189.400 goldinarjev, ki ga je prinesel cesarju in nadvojvodi, pa je zahteval odpravnino, čemur je nadvojvoda po posredovanju bavarskega vojvode zaradi uslug Ainkhürnov Wittelsbachom ustregel. Ob odstopu se je več strank pritožilo na graški dvor, obtožbam pa je oporekal njegov sin Hans Georg. Ainkhürn je umrl kmalu po odstopu.